# Brad Sherman
Pour les articles homonymes, voir Sherman.
Bradley James Sherman, dit Brad Sherman, né le 24 octobre 1954 à Los Angeles, est un homme politique américain, membre du Parti démocrate et élu de Californie à la Chambre des représentants des États-Unis depuis 1997.

## Biographie
Brad Sherman est originaire de Los Angeles. Après des études à l'université de Californie et à Harvard, il devient avocat puis comptable public. De 1990 à 1995, il siège au California state board of equalization, dont il est le président.
En 1996, il est élu à la Chambre des représentants des États-Unis dans le 24e district de Californie avec 50,4 % des voix face au républicain Rich Sybert (42,5 %). Il est réélu avec 57,3 % des suffrages en 1998 et 66 % en 2000. De 2002 à 2010, il est reconduit tous les deux ans avec plus de 62 % des voix dans le 27e district. Son district devient le 30e district en 2012. Sherman est depuis réélu avec plus de 60 % des suffrages.

## Historique électoral

### Chambre des représentants des États-Unis
| Année | Brad Sherman | Républicain | PFP    | Libertarien | NLP    | Vert   | Démocrate |
| ----- | ------------ | ----------- | ------ | ----------- | ------ | ------ | --------- |
| Année |              |             |        |             |        |        |           |
| 1996  | 49,43 %      | 43,58 %     | 2,92 % | 2,65 %      | 1,43 % | —      | —         |
| 1998  | 57,31 %      | 38,49 %     | 1,03 % | 1,49 %      | 1,68 % | —      | —         |
| 2000  | 66,00 %      | 29,80 %     | —      | 2,96 %      | 1,24 % | —      | —         |
| 2002  | 61,96 %      | 38,04 %     | —      | —           | —      | —      | —         |
| 2004  | 62,27 %      | 33,27 %     | —      | —           | —      | 4,45 % | —         |
| 2006  | 68,77 %      | 31,23 %     | —      | —           | —      | —      | —         |
| 2008  | 68,51 %      | 24,83 %     | —      | 6,66 %      | —      | —      | —         |
| 2010  | 65,15 %      | 34,85 %     | —      | —           | —      | —      | —         |
| 2012  | 60,30 %      | —           | —      | —           | —      | —      | 39,70 %   |
| 2014  | 65,64 %      | 34,36 %     | —      | —           | —      | —      | —         |
| 2016  | 72,64 %      | 27,36 %     | —      | —           | —      | —      | —         |
| 2018  | 73,4 %       | 26,6 %      | —      | —           | —      | —      | —         |
| 2020  | 69,5 %       | 30,5 %      | —      | —           | —      | —      | —         |
| 2022  | 69,2 %       | 30,8 %      | —      | —           | —      | —      | —         |